# پانچو ویا
فرانسیسکو "پانچو" ویا (Francisco "Pancho" Villa) با نام اصلی خوسه درتئو آرانگو آرامبولا (اسپانیایی: José Doroteo Arango Arámbula) یکی از برجسته‌ترین ژنرال‌های انقلاب مکزیک است.
او در تاریخ ۵ ژوئن ۱۸۷۸ میلادی در شهر لا کویوتادا - سن خوان دل ریو (La Coyotada - San Juan del Río) در ایالت دورانگو در کشور مکزیک به دنیا آمد. او نقش بزرگی در انقلاب مکزیک با رهبری ارتش شمالی «دیویسون دل نورته» (División del Norte) از شهر چی وا وا در زمان انقلاب مکزیک داشت. 

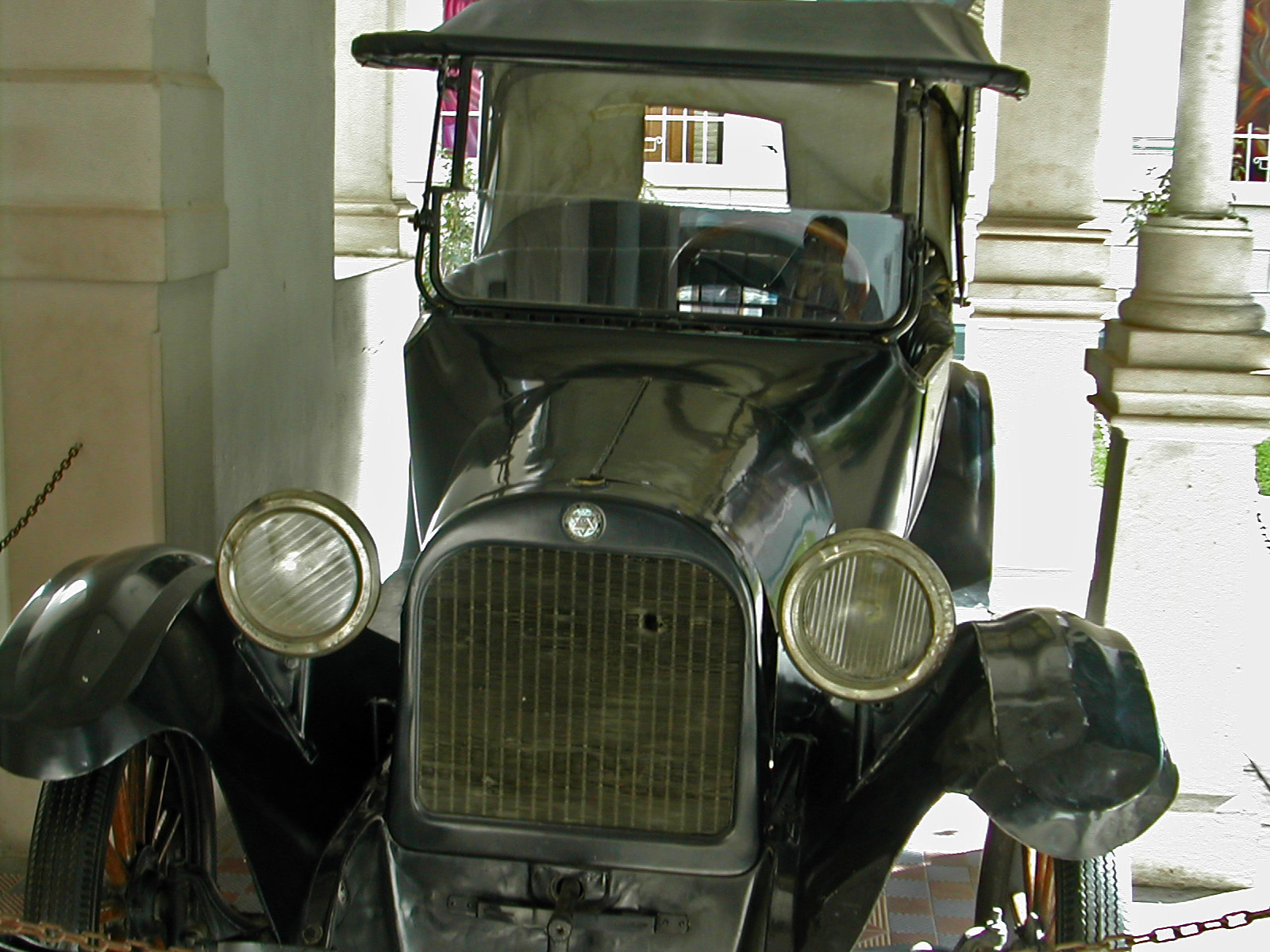
خوردویی که در آن "پانچو بی‌یا" کشته شد. (موزه انقلاب مکزیک)

در روز جمعه، ۲۰ ژوئیه ۱۹۲۳ میلادی در حالی که پانچو ویا از شهر پارال (Parral) در ایالت چی وا وا برای کارهای بانکی و روزانه بازدید می‌کرد، هفت ناشناس با فریاد «زنده باد ویا!» در وسط جاده ظاهر شده و با شلیک ۴۰ گلوله پی‌درپی به خودرو حامل او، وی را کشتند. بدن پانچو ویا در صندلی راننده خودرو، درحالی‌که دستش به طرف تفنگش قرارداشت و با ۹ گلوله در سر و سینه، پیدا شد. در این روز تنها چند نفر از همکاران پانچو ویا با او بودند و محافظان خود را (معروف به «دورادوس» - Dorados) که معمولاً همراهش بودند با خود نداشت.

## زندگی
پانچو ویا داستان‌های متناقضی دربارهٔ زندگی اولیه خود بیان کرد و زندگی اولیه او همچنان در هاله‌ای از ابهام قرار دارد. اغلب منابع، تولد او را در ۵ ژوئن ۱۸۷۸ گفته‌اند. او هنگام تولد خوزه درتئو آرانگو آرامبولا نام گرفت. پدرش یک سهام‌دار به نام آگوستین آرانگو بود و مادرش میکائلا آرامبولا بود. او در رنچو دلا کویوتادا یکی از بزرگ‌ترین مزارع رعیتی در ایالت دورانگو بزرگ شد. خانه و محل اقامت این خانواده اکنون به‌صورت موزه تاریخی کاسا د پانچو ویا در سن خوان دل ریو درآمده است. درتئو بعداً ادعا کرد که فرزند یک راهزن بنام آگوستین ویلا است، اما به گفته حداقل یک آکادمیسین، «هویت پدر واقعی او هنوز مشخص نیست». وی در دوران کودکی در مدرسه‌ای که توسط کلیسا اداره می‌شد مقداری آموزش دید، اما مهارت بیش از سواد ابتدایی را نداشت.